# Cäcilie Heinig
Cäcilie Heinig (geborene Oswald; * 25. Oktober 1882 in Koschmin, damals Deutsches Reich; † 5. Juni 1951 in Stockholm, Schweden) war eine Übersetzerin, die literarische Werke aus dem Schwedischen ins Deutsche übertragen hat. Bekannt wurde sie durch die Übersetzung von Astrid Lindgrens Pippi Langstrumpf.

## Leben & Karriere
Heinig wurde am 25. Oktober 1882 in Koschmin geboren. Damals gehörte die Stadt noch zum Deutschen Reich. Dort lebte sie mit ihren Eltern und beiden jüngeren Schwestern. Heinigs Vater arbeitete als Kantor in einer jüdischen Gemeinde. Im Jahr 1902 zog Heinig nach Berlin, wo sie ihren späteren Ehemann Kurt Heinig kennenlernte. Das Paar heiratete im Jahr 1911 und bekam 1913 ihren ersten Sohn. In Berlin arbeitete Heinig als Sekretärin. Während des Ersten Weltkriegs zog die Familie für kurze Zeit nach Brüssel. Allerdings kehrten sie nach Ende des Krieges nach Berlin zurück. 1918 folgte die Geburt des zweiten Sohnes und 1922 die Geburt ihrer Tochter. Als Abgeordneter des Reichstags stimmte Kurt Heinig gegen Hitlers Ermächtigungsgesetz. Das hatte schwere Folgen für die Familie. Sie mussten schließlich untertauchen und zogen nach Kopenhagen. Nur der älteste Sohn der Familie ging zunächst nach Frankreich und später nach Amerika. Am 9. April 1940 wurde Dänemark jedoch ebenfalls von den Deutschen besetzt. Daher zog Kurt Heinig mit seinem zweitältesten Sohn noch am selben Tag nach Schweden. Cäcilie Heinig konnte ihnen zunächst nicht folgen, da Schweden Menschen jüdischer Abstammung zunächst kein Visum ausstellen wollte. Das änderte sich 1943 und so gelangte schließlich auch Cäcilie Heinig nach Schweden. 1948 übersetzte sie ihr erstes Buch, Lars Ahlins Debütroman Tobb mit dem Manifest (schwedisch: Tåbb med manifestet), für den Oetinger Verlag. Ihr Ehemann war mit Friedrich Oetinger befreundet. Es folgte die Übersetzung von Astrid Lindgrens Pippi-Langstrumpf-Romanen sowie des ersten Kalle-Blomquist-Romans. Mitten während ihrer Übersetzung des zweiten Kalle Blomquist-Romans starb sie am 5. Juni 1951 an einer Hirnvenenthrombose. Cäcilie Heinig wurde gemeinsam mit ihrem Ehemann Kurt auf dem Skogskyrkogården beerdigt. 1951 übernahm Karl Kurt Peters die Übersetzung der Werke von Astrid Lindgren. Heinigs Neffe und Sohn ihrer Schwester Olga war der französische Historiker Charles Bloch. Ihr Schwager und der Ehemann ihrer Schwester Gertrud war der Bankier und Politiker Hugo Simon.

## Übersetzungen (Auswahl)
- Lars Ahlin: Tobb mit dem Manifest, Hamburg 1948
- Astrid Lindgren: Pippi Langstrumpf, Hamburg 1949, illustriert von Walter Scharnweber
- Astrid Lindgren: Pippi Langstrumpf geht an Bord, Hamburg 1950, illustriert von Walter Scharnweber
- Astrid Lindgren: Meisterdetektiv Blomquist, Hamburg 1950, illustriert von Walter Scharnweber
- Astrid Lindgren: Pippi in Taka-Tuka-Land, Hamburg 1951, illustriert von Walter Scharnweber